# F3 inglese 2011
La stagione 2011 della Formula 3 inglese (2011 Cooper Tyres British Formula 3 International Series) è stata la 61ª del campionato britannico di Formula 3. È iniziata il 16 aprile ed è terminata il 9 ottobre dopo 10 weekend di corse, con 30 gare in tutto. Il titolo è stato vinto dal brasiliano Felipe Nasr.

## La pre-stagione

### Calendario
Il calendario venne presentato nel novembre 2010.
| Gara | Gara | Circuito                           | Giri | Lunghezza           | Data         | Supporto                   |
| ---- | ---- | ---------------------------------- | ---- | ------------------- | ------------ | -------------------------- |
| 1    | G1   | Autodromo nazionale di Monza       | 14   | 14x5,793=81,102 km  | 16 aprile    | Blancpain Endurance Series |
| 1    | G2   | Autodromo nazionale di Monza       | 12   | 12x5,793=69,516 km  | 17 aprile    | Blancpain Endurance Series |
| 1    | G3   | Autodromo nazionale di Monza       | 21   | 21x5,793=121,653 km | 17 aprile    | Blancpain Endurance Series |
| 2    | G1   | Circuito di Oulton Park            | 21   | 21x4,332=90,972 km  | 23 aprile    | British GT                 |
| 2    | G2   | Circuito di Oulton Park            | 13   | 13x4,332=56,316 km  | 25 aprile    | British GT                 |
| 2    | G3   | Circuito di Oulton Park            | 26   | 26x4,332=112,632 km | 25 aprile    | British GT                 |
| 3    | G1   | Circuito di Snetterton             | 17   | 17x4,778=81,226 km  | 14 maggio    | British GT                 |
| 3    | G2   | Circuito di Snetterton             | 11   | 11x4,778=52,558 km  | 15 maggio    | British GT                 |
| 3    | G3   | Circuito di Snetterton             | 23   | 23x4,778=109,894 km | 15 maggio    | British GT                 |
| 4    | G1   | Circuito di Brands Hatch           | 21   | 21x3,916=82,236 km  | 18 giugno    | British GT                 |
| 4    | G2   | Circuito di Brands Hatch           | 13   | 13x3,916=50,908 km  | 19 giugno    | British GT                 |
| 4    | G3   | Circuito di Brands Hatch           | 26   | 26x3,916=101,826 km | 19 giugno    | British GT                 |
| 5    | G1   | Nürburgring                        | 15   | 15x5,148=77,220 km  | 2 luglio     | Formula 2/AvD 100 Meilen   |
| 5    | G2   | Nürburgring                        | 10   | 10x5,148=51,48 km   | 3 luglio     | Formula 2/AvD 100 Meilen   |
| 5    | G3   | Nürburgring                        | 20   | 20x5,148=102,960 km | 3 luglio     | Formula 2/AvD 100 Meilen   |
| 6    | G1   | Circuito Paul Ricard, Le Castellet | 14   | 14x5,842=81,788 km  | 16 luglio    | FIA GT1 World Championship |
| 6    | G2   | Circuito Paul Ricard, Le Castellet | 6    | 6x5,842=35,052 km   | 17 luglio    | FIA GT1 World Championship |
| 6    | G3   | Circuito Paul Ricard, Le Castellet | 17   | 17x5,842=99,314 km  | 17 luglio    | FIA GT1 World Championship |
| 7    | G1   | Circuito di Spa-Francorchamps      | 13   | 13x7,004=91,052 km  | 29 luglio    | 24 Ore di Spa              |
| 7    | G2   | Circuito di Spa-Francorchamps      | 8    | 8x7,004=56,032 km   | 29 luglio    | 24 Ore di Spa              |
| 7    | G3   | Circuito di Spa-Francorchamps      | 17   | 17x7,004=119,068 km | 30 luglio    | 24 Ore di Spa              |
| 8    | G1   | Rockingham Motor Speedway          | 23   | 23x3,122=71,806 km  | 3 settembre  | British GT                 |
| 8    | G2   | Rockingham Motor Speedway          | 13   | 13x3,122=40,586 km  | 4 settembre  | British GT                 |
| 8    | G3   | Rockingham Motor Speedway          | 24   | 24x3,122=74,928 km  | 4 settembre  | British GT                 |
| 9    | G1   | Donington Park                     | 21   | 21x4,003=84,063 km  | 24 settembre | British GT                 |
| 9    | G2   | Donington Park                     | 13   | 13x4,003=52,039 km  | 25 settembre | British GT                 |
| 9    | G3   | Donington Park                     | 24   | 24x4,003=96,072 km  | 25 settembre | British GT                 |
| 10   | G1   | Circuito di Silverstone            | 15   | 15x5,891=88,365 km  | 8 ottobre    | British GT                 |
| 10   | G2   | Circuito di Silverstone            | 10   | 10x5,891=58,91 km   | 9 ottobre    | British GT                 |
| 10   | G3   | Circuito di Silverstone            | 20   | 20x5,891=117,820 km | 9 ottobre    | British GT                 |

- Le gare con sfondo blu sono valide anche come prove del Campionato Internazionale FIA di Formula 3 2011.

## Piloti e team
| Team                  | Telaio             | Nr. | Pilota                 | Classe | Weekend di Gare |
| --------------------- | ------------------ | --- | ---------------------- | ------ | --------------- |
| Carlin                | F308- Volkswagen   | 1   | Carlos Huertas         | Int    | Tutti           |
| Carlin                | F308- Volkswagen   | 2   | Kevin Magnussen        | Int    | Tutti           |
| Carlin                | F308- Volkswagen   | 21  | Rupert Svendsen-Cook   | Int    | Tutti           |
| Carlin                | F308- Volkswagen   | 22  | Jazeman Jaafar         | Int    | Tutti           |
| Carlin                | F308- Volkswagen   | 31  | Felipe Nasr            | Int    | Tutti           |
| Carlin                | F308- Volkswagen   | 32  | Jack Harvey            | Int    | Tutti           |
| Fortec Motorsport     | F311- Mercedes HWA | 3   | William Buller         | Int    | Tutti           |
| Fortec Motorsport     | F311- Mercedes HWA | 4   | Lucas Foresti          | Int    | Tutti           |
| Fortec Motorsport     | F311- Mercedes HWA | 23  | Harry Tincknell        | Int    | Tutti           |
| Fortec Motorsport     | F311- Mercedes HWA | 24  | Fahmi Ilyas            | Int    | Tutti           |
| Double R Racing       | F308- Mercedes HWA | 5   | Pipo Derani            | Int    | Tutti           |
| Double R Racing       | F308- Mercedes HWA | 6   | Scott Pye              | Int    | Tutti           |
| Double R Racing       | F308- Mercedes HWA | 26  | Valtteri Bottas        | Int    | 9               |
| Double R Racing       | F308- Mercedes HWA | 26  | Mitch Evans            | Int    | 10              |
| Double R Racing       | F308- Mercedes HWA | 77  | Marko Asmer            | Inv    | 7               |
| Hitech Racing         | F308-Volkswagen    | 7   | Pietro Fantin          | Int    | Tutti           |
| Hitech Racing         | F310-Volkswagen    | 8   | Riki Christodoulou     | Int    | 1–3             |
| Hitech Racing         | F310-Volkswagen    | 8   | António Félix da Costa | Int    | 5–6             |
| Hitech Racing         | F310-Volkswagen    | 8   | Max Snegirev           | Int    | 4               |
| Hitech Racing         | F308-Volkswagen    | 8   | Max Snegirev           | Int    | 9–10            |
| Hitech Racing         | F308- Volkswagen   | 27  | Bruno Méndez           | Int    | 1               |
| Hitech Racing         | F308- Volkswagen   | 27  | Pedro Nunes            | Int    | 5               |
| Hitech Racing         | F307 - Mugen-Honda | 42  | Kotaro Sakurai         | R      | 1               |
| Hitech Racing         | F305 - Mugen-Honda | 42  | Kotaro Sakurai         | R      | 2–10            |
| Hitech Racing         | F308-Volkswagen    | 77  | Guilherme Silva        | Inv    | 10              |
| Sino Vision Racing    | F308- Mercedes HWA | 11  | Hywel Lloyd            | Int    | Tutti           |
| Sino Vision Racing    | F308- Mercedes HWA | 12  | Adderly Fong           | Int    | Tutti           |
| T-Sport               | F311-Volkswagen    | 15  | Yann Cunha             | Int    | Tutti           |
| T-Sport               | F311-Volkswagen    | 16  | Menasheh Idafar        | Int    | Tutti           |
| T-Sport               | F311-Volkswagen    | 17  | Bart Hylkema           | Int    | 6–10            |
| T-Sport               | F307- Mugen-Honda  | 41  | Bart Hylkema           | R      | 1–5             |
| Motopark Academy      | F308- Volkswagen   | 18  | Alexander Sims         | Int    | 10              |
| Team West-Tec         | F307-Mugen-Honda   | 44  | Luca Orlandi           | R      | 8               |
| Van Amersfoort Racing | F308- Volkswagen   | 92  | Hannes van Asseldonk   | Inv    | 7               |
| Signature             | F308- Volkswagen   | 93  | Daniel Abt             | Inv    | 7               |
| Signature             | F308- Volkswagen   | 94  | Carlos Muñoz           | Inv    | 7               |
| Signature             | F309- Volkswagen   | 95  | Laurens Vanthoor       | Inv    | 7               |
| Signature             | F308- Volkswagen   | 96  | Marco Wittmann         | Inv    | 7               |
| Prema Powerteam       | F308- Mercedes HWA | 97  | Raffaele Marciello     | Inv    | 7               |
| Prema Powerteam       | F308- Mercedes HWA | 98  | Roberto Merhi          | Inv    | 7               |
| Prema Powerteam       | F309- Mercedes HWA | 99  | Daniel Juncadella      | Inv    | 7               |

| Icona | Classe         |
| ----- | -------------- |
| Int   | Internazionale |
| R     | Esordiente     |
| Inv   | Invito         |

- Tutti corrono con vetture Dallara.

## Risultati e classifiche

### Risultati
| Gara | Gara | Circuito       | Tempo     | Velocità    | Pole Position        | GPV                    | Vincitore            | Vettura            | Team              |
| ---- | ---- | -------------- | --------- | ----------- | -------------------- | ---------------------- | -------------------- | ------------------ | ----------------- |
| 1    | G1   | Monza          | 30'56"691 | 157,3 km/h  | William Buller       | Felipe Nasr            | Felipe Nasr          | Dallara-Volkswagen | Carlin            |
| 1    | G2   | Monza          | 21'30"188 | 194,0 km/h  |                      | William Buller         | Rupert Svendsen-Cook | Dallara-Volkswagen | Carlin            |
| 1    | G3   | Monza          | 40'37"942 | 179,6 km/h  | William Buller       | Felipe Nasr            | Felipe Nasr          | Dallara-Volkswagen | Carlin            |
| 2    | G1   | Oulton Park    | 31'19"106 | 174,27 km/h | Lucas Foresti        | Lucas Foresti          | Lucas Foresti        | Dallara-Mercedes   | Fortec Motorsport |
| 2    | G2   | Oulton Park    | 19'27"635 | 173,68 km/h |                      | Pietro Fantin          | Riki Christodoulou   | Dallara-Volkswagen | Hitech Racing     |
| 2    | G3   | Oulton Park    | 39'09"433 | 172,59 km/h | Felipe Nasr          | Lucas Foresti          | Felipe Nasr          | Dallara-Volkswagen | Carlin            |
| 3    | G1   | Snetterton     | 30'54"041 | 157,69 km/h | Felipe Nasr          | Felipe Nasr            | Kevin Magnussen      | Dallara-Volkswagen | Carlin            |
| 3    | G2   | Snetterton     | 18'38"889 | 169,16 km/h |                      | Kevin Magnussen        | Lucas Foresti        | Dallara-Mercedes   | Fortec Motorsport |
| 3    | G3   | Snetterton     | 41'12"422 | 160,02 km/h | Felipe Nasr          | Felipe Nasr            | Kevin Magnussen      | Dallara-Volkswagen | Carlin            |
| 4    | G1   | Brands Hatch   | 30'35"827 | 161,31 km/h | Rupert Svendsen-Cook | William Buller         | Lucas Foresti        | Dallara-Mercedes   | Fortec Motorsport |
| 4    | G2   | Brands Hatch   | 20'02"952 | 152,43 km/h |                      | William Buller         | Harry Tincknell      | Dallara-Mercedes   | Fortec Motorsport |
| 4    | G3   | Brands Hatch   | 41'05"110 | 148,69 km/h | Rupert Svendsen-Cook | Kevin Magnussen        | Felipe Nasr          | Dallara-Volkswagen | Carlin            |
| 5    | G1   | Nürburgring    | 28'49"811 | 160,17 km/h | Kevin Magnussen      | Kevin Magnussen        | Kevin Magnussen      | Dallara-Volkswagen | Carlin            |
| 5    | G2   | Nürburgring    | 21'18"954 | 144,90 km/h |                      | Jack Harvey            | Jack Harvey          | Dallara-Volkswagen | Carlin            |
| 5    | G3   | Nürburgring    | 40'45"907 | 151,54 km/h | Kevin Magnussen      | Kevin Magnussen        | Felipe Nasr          | Dallara-Volkswagen | Carlin            |
| 6    | G1   | Paul Ricard    | 28'50"120 | 170,2 km/h  | Kevin Magnussen      | Felipe Nasr            | Felipe Nasr          | Dallara-Volkswagen | Carlin            |
| 6    | G2   | Paul Ricard    | 12'25"918 | 169,2 km/h  |                      | William Buller         | William Buller       | Dallara-Mercedes   | Fortec Motorsport |
| 6    | G3   | Paul Ricard    | 40'52"715 | 145,8 km/h  | Kevin Magnussen      | António Félix da Costa | Felipe Nasr          | Dallara-Volkswagen | Carlin            |
| 7    | G1   | Spa            | 29'18"572 | 186,4 km/h  | Roberto Merhi        | Roberto Merhi          | Roberto Merhi        | Dallara-Mercedes   | Prema Powerteam   |
| 7    | G2   | Spa            | 18'12"986 | 184,6 km/h  |                      | Hannes van Asseldonk   | Kevin Magnussen      | Dallara-Volkswagen | Carlin            |
| 7    | G3   | Spa            | 38'06"645 | 187,5 km/h  | Roberto Merhi        | Roberto Merhi          | Roberto Merhi        | Dallara-Mercedes   | Prema Powerteam   |
| 8    | G1   | Rockingham     | 30'37"904 | 140,7 km/h  | Pietro Fantin        | Felipe Nasr            | Pietro Fantin        | Dallara-Volkswagen | Hitech Racing     |
| 8    | G2   | Rockingham     | 20'19"368 | 119,83 km/h |                      | Felipe Nasr            | Scott Pye            | Dallara-Mercedes   | Double R Racing   |
| 8    | G3   | Rockingham     | 40'10"018 | 111,91 km/h | Pietro Fantin        | Pietro Fantin          | Kevin Magnussen      | Dallara-Volkswagen | Carlin            |
| 9    | G1   | Donington Park | 29'29"797 | 171,04 km/h | Rupert Svendsen-Cook | Kevin Magnussen        | Rupert Svendsen-Cook | Dallara-Volkswagen | Carlin            |
| 9    | G2   | Donington Park | 20'39"657 | 151,17 km/h |                      | Felipe Nasr            | Valtteri Bottas      | Dallara-Mercedes   | Double R Racing   |
| 9    | G3   | Donington Park | 40'30"222 | 142,31 km/h | Felipe Nasr          | Valtteri Bottas        | Kevin Magnussen      | Dallara-Volkswagen | Carlin            |
| 10   | G1   | Silverstone    | 28'34"986 | 185,5 km/h  | Kevin Magnussen      | Kevin Magnussen        | Kevin Magnussen      | Dallara-Volkswagen | Carlin            |
| 10   | G2   | Silverstone    | 21'39"508 | 163,2 km/h  |                      | Kevin Magnussen        | Alexander Sims       | Dallara-Volkswagen | Motopark Academy  |
| 10   | G3   | Silverstone    | 38'36"042 | 183,9 km/h  | Kevin Magnussen      | Kevin Magnussen        | Carlos Huertas       | Dallara-Volkswagen | Carlin            |

### Classifica piloti
I punti sono assegnati secondo lo schema seguente:
| Sistema di punteggio | Sistema di punteggio | Sistema di punteggio | Sistema di punteggio | Sistema di punteggio | Sistema di punteggio | Sistema di punteggio | Sistema di punteggio | Sistema di punteggio | Sistema di punteggio | Sistema di punteggio | Sistema di punteggio |
| Pos                  | 1°                   | 2°                   | 3°                   | 4°                   | 5°                   | 6°                   | 7°                   | 8°                   | 9°                   | 10°                  | GPV                  |
| -------------------- | -------------------- | -------------------- | -------------------- | -------------------- | -------------------- | -------------------- | -------------------- | -------------------- | -------------------- | -------------------- | -------------------- |
| Gara 1 e 3           | 20                   | 15                   | 12                   | 10                   | 8                    | 6                    | 4                    | 3                    | 2                    | 2                    | 1                    |
| Gara 2               | 10                   | 9                    | 8                    | 7                    | 6                    | 5                    | 4                    | 3                    | 2                    | 1                    | 2                    |

| Pos                                      | Pilota                 | MZA        | MZA        | MZA        | OUL        | OUL        | OUL        | SNE        | SNE        | SNE        | BRH        | BRH        | BRH        | NÜR        | NÜR        | NÜR        | RIC        | RIC        | RIC        | SPA        | SPA        | SPA        | ROC        | ROC        | ROC        | DON        | DON        | DON        | SIL        | SIL        | SIL        | Punti      |
| Campionato                               | Campionato             | Campionato | Campionato | Campionato | Campionato | Campionato | Campionato | Campionato | Campionato | Campionato | Campionato | Campionato | Campionato | Campionato | Campionato | Campionato | Campionato | Campionato | Campionato | Campionato | Campionato | Campionato | Campionato | Campionato | Campionato | Campionato | Campionato | Campionato | Campionato | Campionato | Campionato | Campionato |
| ---------------------------------------- | ---------------------- | ---------- | ---------- | ---------- | ---------- | ---------- | ---------- | ---------- | ---------- | ---------- | ---------- | ---------- | ---------- | ---------- | ---------- | ---------- | ---------- | ---------- | ---------- | ---------- | ---------- | ---------- | ---------- | ---------- | ---------- | ---------- | ---------- | ---------- | ---------- | ---------- | ---------- | ---------- |
| 1                                        | Felipe Nasr            | 1          | 2          | 1          | 2          | 5          | 1          | 2          | 6          | 17         | 2          | 6          | 1          | 2          | 4          | 1          | 1          | 16         | 1          | 9          | 8          | 7          | 6          | 2          | 3          | Rit        | 10         | 9          | 3          | 7          | Rit        | 318        |
| 2                                        | Kevin Magnussen        | 15         | 8          | 6          | 8          | 18         | Rit        | 1          | 8          | 1          | 8          | 11         | 15         | 1          | 6          | 5          | 4          | 4          | Rit        | 7          | 1          | 8          | 7          | 5          | 1          | Rit        | 16         | 1          | 1          | 8          | 2          | 237        |
| 3                                        | Carlos Huertas         | 3          | 6          | 4          | 4          | 6          | 10         | 3          | 10         | 2          | 5          | 3          | 5          | Rit        | Rit        | 3          | 3          | 5          | 5          | 10         | 11         | 9          | 5          | 6          | 11         | 2          | 6          | 4          | 7          | 9          | 1          | 222        |
| 4                                        | William Buller         | 4          | 3          | 7          | 14         | 13         | 5          | 9          | 3          | Rit        | 6          | 15         | 3          | 5          | Rit        | 7          | 7          | 1          | 2          | 2          | 10         | 3          | 15         | 3          | 4          | 8          | 2          | 16         | 6          | 12         | 5          | 197        |
| 5                                        | Rupert Svendsen-Cook   | 5          | 1          | 8          | 10         | 8          | 4          | 4          | Rit        | 13         | 3          | 7          | Rit        | 8          | 2          | 6          | 6          | 2          | 4          | 6          | 2          | 14         | 2          | 10         | Rit        | 1          | 8          | 3          | Rit        | 15         | 3          | 191        |
| 6                                        | Jazeman Jaafar         | 2          | 5          | 3          | 3          | 4          | 6          | 16         | 16         | 4          | 4          | 5          | 4          | 4          | 5          | 11         | 8          | 9          | Rit        | 3          | SQ         | 12         | 4          | 4          | 5          | 5          | 4          | 10         | 4          | 19         | 9          | 187        |
| 7                                        | Lucas Foresti          | 9          | 17         | 2          | 1          | 7          | 2          | 10         | 1          | 9          | 1          | 8          | 2          | 9          | 11         | 4          | 9          | 7          | Rit        | 13         | 13         | 11         | 11         | 12         | 12         | 17         | 7          | 8          | 5          | 2          | 6          | 170        |
| 8                                        | Pietro Fantin          | Rit        | 9          | 5          | 5          | 2          | 9          | 6          | 4          | 5          | 12         | 9          | 10         | 11         | Rit        | 8          | 15         | 8          | Rit        | 19         | 14         | SQ         | 1          | 19         | 2          | 12         | 14         | 6          | 9          | 3          | 8          | 119        |
| 9                                        | Jack Harvey            | Rit        | 10         | 17         | 11         | 10         | 19         | 15         | Rit        | 12         | 13         | 12         | 6          | 7          | 1          | 14         | 5          | 6          | 3          | 5          | 12         | 10         | 3          | 14         | 6          | 3          | 9          | Rit        | 10         | 6          | 18         | 112        |
| 10                                       | Scott Pye              | Rit        | 12         | 14         | 9          | 9          | 8          | Rit        | 11         | 7          | 7          | 4          | 8          | 12         | 10         | 12         | 14         | Rit        | Rit        | 16         | 16         | 15         | 8          | 1          | 7          | 4          | Ret        | i          | 2          | 20         | 17         | 81         |
| 11                                       | Harry Tincknell        | 11         | 11         | 16         | 6          | 3          | 7          | 8          | 2          | 8          | 10         | 1          | 9          | 3          | 8          | 9          | 10         | 17         | Rit        | 22         | Rit        | 16         | Rit        | 13         | 8          | 7          | 5          | 14         | 12         | 16         | 11         | 78         |
| 12                                       | Riki Christodoulou     | 6          | 4          | 11         | 7          | 1          | 12         | 5          | 7          | 3          |            |            |            |            |            |            |            |            |            |            |            |            |            |            |            |            |            |            |            |            |            | 51         |
| 13                                       | António Félix da Costa |            |            |            |            |            |            |            |            |            |            |            |            | 6          | 7          | 2          | 2          | 3          | 9          |            |            |            |            |            |            |            |            |            |            |            |            | 51         |
| 14                                       | Menasheh Idafar        | 8          | 18         | 10         | Rit        | Rit        | 3          | 14         | 17         | 19         | 9          | 2          | Rit        | 19         | Rit        | Rit        | Rit        | 11         | 12         | Rit        | Rit        | 19         | 9          | 7          | Rit        | 11         | 3          | 11         | 19         | 4          | 13         | 48         |
| 15                                       | Pipo Derani            | Rit        | Rit        | 9          | Rit        | 14         | 13         | 13         | 12         | 6          | 15         | 13         | Rit        | 14         | 9          | 13         | 13         | Rit        | 10         | 18         | 21         | Rit        | 13         | 8          | Rit        | 10         | Rit        | 2          | 14         | 5          | 12         | 36         |
| 16                                       | Hywel Lloyd            | 7          | 7          | 15         | 12         | 11         | 14         | 7          | 5          | 14         | Rit        | Rit        | 7          | 16         | 13         | 19         | 12         | 10         | 7          | 15         | 18         | Rit        | 10         | 9          | Rit        | 15         | 13         | 12         | 11         | Rit        | 10         | 34         |
| 17                                       | Valtteri Bottas        |            |            |            |            |            |            |            |            |            |            |            |            |            |            |            |            |            |            |            |            |            |            |            |            | 6          | 1          | 13         |            |            |            | 17         |
| 18                                       | Alexander Sims         |            |            |            |            |            |            |            |            |            |            |            |            |            |            |            |            |            |            |            |            |            |            |            |            |            |            |            | 8          | 1          | 7          | 17         |
| 19                                       | Pedro Nunes            |            |            |            |            |            |            |            |            |            |            |            |            | 10         | 3          | 10         |            |            |            |            |            |            |            |            |            |            |            |            |            |            |            | 10         |
| 20                                       | Mitch Evans            |            |            |            |            |            |            |            |            |            |            |            |            |            |            |            |            |            |            |            |            |            |            |            |            |            |            |            | Rit        | 11         | 4          | 10         |
| 21                                       | Fahmi Ilyas            | 12         | Rit        | 12         | 15         | 15         | 15         | Rit        | 13         | 15         | Rit        | Rit        | NP         | 13         | Rit        | 20         | 11         | 14         | 6          | 20         | Rit        | 18         | Rit        | 15         | 10         | 18         | 17         | Rit        | 20         | Rit        | 19         | 7          |
| 22                                       | Adderly Fong           | 13         | 16         | 20         | 16         | 16         | 11         | 12         | 14         | 11         | 11         | 10         | Rit        | 15         | 12         | 15         | 17         | 12         | Rit        | 21         | 20         | 22         | 14         | 11         | Rit        | 16         | 12         | 7          | 18         | 17         | 16         | 5          |
| 23                                       | Bart Hylkema           |            |            |            |            |            |            |            |            |            |            |            |            |            |            |            | Rit        | Rit        | 8          | Rit        | 22         | 17         | 12         | 17         | 9          | 14         | Rit        | 17         | 13         | Rit        | 14         | 5          |
| 24                                       | Max Snegirev           |            |            |            |            |            |            |            |            |            | 16         | Rit        | 12         |            |            |            |            |            |            |            |            |            |            |            |            | 9          | 15         | Rit        | 16         | 13         | Rit        | 2          |
| 25                                       | Bruno Méndez           | 10         | 14         | 18         |            |            |            |            |            |            |            |            |            |            |            |            |            |            |            |            |            |            |            |            |            |            |            |            |            |            |            | 1          |
| 26                                       | Yann Cunha             | 14         | 13         | 13         | 13         | 12         | 16         | 11         | 9          | 10         | 14         | 14         | 11         | 18         | 14         | 16         | 16         | 13         | Rit        | 23         | 19         | 20         | Rit        | 16         | Rit        | 13         | 11         | 15         | 15         | 10         | 15         | −36        |
| Piloti ospiti non eleggibili per i punti |                        |            |            |            |            |            |            |            |            |            |            |            |            |            |            |            |            |            |            |            |            |            |            |            |            |            |            |            |            |            |            |            |
|                                          | Roberto Merhi          |            |            |            |            |            |            |            |            |            |            |            |            |            |            |            |            |            |            | 1          | 15         | 1          |            |            |            |            |            |            |            |            |            | 0          |
|                                          | Marco Wittmann         |            |            |            |            |            |            |            |            |            |            |            |            |            |            |            |            |            |            | 11         | 5          | 2          |            |            |            |            |            |            |            |            |            | 0          |
|                                          | Daniel Juncadella      |            |            |            |            |            |            |            |            |            |            |            |            |            |            |            |            |            |            | 8          | 3          | Rit        |            |            |            |            |            |            |            |            |            | 0          |
|                                          | Carlos Muñoz           |            |            |            |            |            |            |            |            |            |            |            |            |            |            |            |            |            |            | 4          | 6          | Rit        |            |            |            |            |            |            |            |            |            | 0          |
|                                          | Laurens Vanthoor       |            |            |            |            |            |            |            |            |            |            |            |            |            |            |            |            |            |            | 17         | 7          | 4          |            |            |            |            |            |            |            |            |            | 0          |
|                                          | Hannes van Asseldonk   |            |            |            |            |            |            |            |            |            |            |            |            |            |            |            |            |            |            | 12         | 4          | Rit        |            |            |            |            |            |            |            |            |            | 0          |
|                                          | Raffaele Marciello     |            |            |            |            |            |            |            |            |            |            |            |            |            |            |            |            |            |            | Rit        | 17         | 5          |            |            |            |            |            |            |            |            |            | 0          |
|                                          | Marko Asmer            |            |            |            |            |            |            |            |            |            |            |            |            |            |            |            |            |            |            | Rit        | Rit        | 6          |            |            |            |            |            |            |            |            |            | 0          |
|                                          | Daniel Abt             |            |            |            |            |            |            |            |            |            |            |            |            |            |            |            |            |            |            | 14         | 9          | 13         |            |            |            |            |            |            |            |            |            | 0          |
|                                          | Guilherme Silva        |            |            |            |            |            |            |            |            |            |            |            |            |            |            |            |            |            |            |            |            |            |            |            |            |            |            |            | 17         | 14         | Rit        | 0          |
| Classe nazionale                         |                        |            |            |            |            |            |            |            |            |            |            |            |            |            |            |            |            |            |            |            |            |            |            |            |            |            |            |            |            |            |            |            |
| 1                                        | Kotaro Sakurai         | Rit        | NP         | NP         | 18         | Rit        | 18         | 18         | 15         | 18         | 17         | 16         | 14         | 20         | 16         | 18         | 18         | 15         | 11         | 24         | 23         | 21         | Rit        | 18         | 13         | 19         | Rit        | Rit        | 21         | 18         | 20         | 378        |
| 2                                        | Bart Hylkema           | NC         | 15         | 19         | 17         | 17         | 17         | 17         | Rit        | 16         | Rit        | 17         | 13         | 17         | 15         | 17         |            |            |            |            |            |            |            |            |            |            |            |            |            |            |            | 214        |
| 3                                        | Luca Orlandi           |            |            |            |            |            |            |            |            |            |            |            |            |            |            |            |            |            |            |            |            |            | 16         | 20         | 14         |            |            |            |            |            |            | 45         |
| Pos                                      | Pilota                 | MZA        | MZA        | MZA        | OUL        | OUL        | OUL        | SNE        | SNE        | SNE        | BRH        | BRH        | BRH        | NÜR        | NÜR        | NÜR        | RIC        | RIC        | RIC        | SPA        | SPA        | SPA        | ROC        | ROC        | ROC        | DON        | DON        | DON        | SIL        | SIL        | SIL        | Punti      |

| Colore  | Risultato             |
| ------- | --------------------- |
| Oro     | Vincitore             |
| Argento | 2º posto              |
| Bronzo  | 3º posto              |
| Verde   | Finito a punti        |
| Blu     | Finito senza punti    |
| Viola   | Ritirato (Rit)        |
| Viola   | Non classificato (NC) |
| Rosso   | Non qualificato (NQ)  |
| Nero    | Squalificato (SQ)     |
| Bianco  | Non partito (NP)      |
| Bianco  | Non ha gareggiato     |
| Bianco  | Infortunato (INF)     |
| Bianco  | Escluso (ES)          |
| Bianco  | Gara cancellata (C)   |